# 圣乔港 (佛罗里达州)
圣乔港（英語：Port St. Joe），是美国佛罗里达州灣縣下属的一座城市。建立于1913年。面积约为8.6平方公里（约合3.3平方英里）。根据2010年美国人口普查，该市有人口3,445人，在該州排行第239。